# 皮斯基夫
50°56′49″N 26°28′45″E / 50.94694°N 26.47917°E
皮斯基夫（烏克蘭語：Пісків），是烏克蘭西北部的村莊，隸屬里夫內州的里夫內區。該村始建於1577年，面積0.285平方公里，海拔高度177米，2001年人口1,167。